# Иконому, Томас
Томас Иконому (Эконому) (греч. Θωμάς Οικονόμου, 1864, Вена — 1927, Афины) — греческий театральный актер, один из первых современных греческих режиссёров.

## Биография
Родился в семье художника Аристида Иконому. В Вене получил образование и начал карьеру актера. Прибыл в Грецию в 1900—1901 и начал преподавать в театральной школе, которая в то время была подразделением Королевского театра, а также работал режиссёром в театре.
В Афинах Эконому познакомился с Марикой Котопули, с которой даже сыграл в паре в эротической постановке. В 1906 году он оставил Королевский театр вместе с Марикой и работал в студии отца Марики Димитриса Котопулиса, где Иконому смог поставить вполне новаторские для афинского театра постановки.
С 1918 до 1922 года он работал в Афинском Одеоне как профессор и журналист. Среди учеников Иконому был греческий актер Димитрис Ронитирс.